# Стшегув (Нижньосілезьке воєводство)
Стшегув (пол. Strzegów) — село в Польщі, у гміні Стшелін Стшелінського повіту Нижньосілезького воєводства.
Населення — 209 осіб (2011).
У 1975-1998 роках село належало до Вроцлавського воєводства.

## Демографія
Демографічна структура станом на 31 березня 2011 року:
|          | Загалом | Допрацездатний вік | Працездатний вік | Постпрацездатний вік |
| -------- | ------- | ------------------ | ---------------- | -------------------- |
| Чоловіки | 107     | 21                 | 73               | 13                   |
| Жінки    | 102     | 18                 | 61               | 23                   |
| Разом    | 209     | 39                 | 134              | 36                   |